# Hanover (Ohio)
Hanover is een plaats (village) in de Amerikaanse staat Ohio, en valt bestuurlijk gezien onder Licking County.

## Demografie
Bij de volkstelling in 2000 werd het aantal inwoners vastgesteld op 885.
In 2006 is het aantal inwoners door het United States Census Bureau geschat op 975, een stijging van 90 (10,2%).

## Geografie
Volgens het United States Census Bureau beslaat de plaats een oppervlakte van
2,6 km², geheel bestaande uit land. Hanover ligt op ongeveer 245 m boven zeeniveau.

## Plaatsen in de nabije omgeving
De onderstaande figuur toont nabijgelegen plaatsen in een straal van 16 km rond Hanover.